# Torben Hansen (borgmester i Randers)
 For alternative betydninger, se Torben Hansen. (Se også artikler, som begynder med Torben Hansen)
Torben Hansen (født 11. september 1965) er en dansk politiker, der er borgmester i Randers Kommune, valgt for Socialdemokratiet. Han har tidligere, i 2001-2015, været medlem af Folketinget, ligeledes for Socialdemokratiet. Han er uddannet folkeskolelærer og var, inden han blev valgt ind i Folketinget, faglærer på Randers Tekniske Skole.

## Politisk karriere
Torben Hansen var formand for DSU i Randers fra 1983 til 1986 og senere kredsformand for Socialdemokratiet i Randers-kredsen 1989-1994. Han var medlem af Randers Byråd 1994-2001, gruppeformand og politisk ordfører for den socialdemokratiske byrådsgruppe og 1. viceborgmester 1998-2001.
Torben Hansen blev folketingskandidat for Socialdemokraterne i Randerskredsen i 1999, og han var valgt ind i Folketinget fra Århus Amtskreds fra 20. november 2001 til 13. november 2007. Efter kommunalreformen stillede han op i Randers Nordkreds, og han blev genvalgt ved folketingsvalget den 13. november 2007, hvor han med 10.824 stemmer blev valgt som nr. 4 blandt socialdemokraternes kandidater i Østjyllands Storkreds.
Han sad i Folketinget frem til 2015, hvor han valgte ikke at genopstille til valget 18. juni for at koncentrere sig om lokalpolitik i Randers.
Ved kommunalvalget i 2017 var Torben Hansen spidskandidat for sit parti, der sikrede sig fem ekstra mandater, hvorefter Hansen overtog borgmesterposten fra Venstres Claus Omann Jensen.
9. januar 2024 blev han ridder af Dannebrog.

## Tillidsposter
Torben Hansen er blandt andet medlem af lokalrådet for Arbejdernes Landsbank i Randers fra 2007, medlem af repræsentantskabet i Elro samt formand studierådet, VIA, University College. Han var formand for bestyrelsen for Jydsk Pædagogseminarium 2000-2007.

## Civilt liv
Torben Hansen er søn af murerarbejdsmand Finn Hansen og montrice Solvejg Hansen. Han gik i folkeskole på Hobrovejens skole, Randers, blev matematisk student på Randers Statsskole i 1984. Derpå uddannede han sig til folkeskolelærer på Skive Seminarium med afgang i 1989. Herpå blev han faglærer ved Randers Tekniske Skole 1989-2001, inden han blev fuldtidspolitiker.
Han er gift med Anne Marie Baadsgaard, og de har børnene Kirstine, Johanne og Rasmus.